# Josef Adlmannseder
Josef Adlmannseder (* 9. September 1888 in Ried im Innkreis; † 7. Dezember 1971 in Melk) war ein österreichischer Politiker der Sozialdemokratischen Arbeiterpartei (SDAP).

## Ausbildung und Beruf
Nach dem Besuch einer sechsklassigen Volksschule, von Gewerbeschul-Abendkursen und Privatunterricht wurde Josef Adlmannseder Beamter. 
- Ab 1902 Volontär bei der Bezirkshauptmannschaft Melk
- 1924: als Hilfsämter-Direktions-Adjunkt pensioniert
- 1939–1945: Kanzleileiter im Wirtschaftsamt der Bezirkshauptmannschaft

## Politische Funktionen
- ab 1918: Mitglied der Sozialdemokratischen Arbeiterpartei
- 1927–1934: Parteisekretär
- 1924–1934: Vizebürgermeister von Melk
- 3. Juni 1932 – 17. Februar 1934: Mitglied des Bundesrats (IV. Gesetzgebungsperiode)
- 1945–1949: Bürgermeister von Melk
- 19. Dezember 1945 – 10. November 1954: Mitglied des Bundesrates (V., VI. und VII. Gesetzgebungsperiode)

Josef Adlmannseder war 1934 im Anhaltelager Wöllersdorf sowie 1938 in Sankt Pölten und 1944 in Wien inhaftiert.